# Lagidium wolffsohni
Lagidium wolffsohni är en däggdjursart som först beskrevs av Thomas 1907.  Lagidium wolffsohni ingår i släktet bergsviscachor, och familjen harmöss. IUCN kategoriserar arten globalt som otillräckligt studerad. Inga underarter finns listade i Catalogue of Life.
Individen som användes för artens vetenskapliga beskrivning (holotyp) har en kroppslängd (huvud och bål) av 47,0 cm och en svanslängd av 30,5 cm. Bakfötterna är 10,7 cm långa och öronen är 6,5 cm stora. Djuret ser ännu större ut på grund av den långa pälsen. Ovansidan är täckt av gråaktig päls med några bruna hår inblandade som gör den mörkare. En mörk längsgående strimma på ryggens topp är mycket otydlig. På kinderna, strupen och bröstet har pälsen en röd skugga. Vid övre armen och låren förekommer några vita punkter. Öronen bär främst svarta hår samt några vita hår i mitten. Svansen är främst täckt av svarta hår med några ljusbruna samt ockra hår inblandade som är glesare fördelad på undersidan.
Denna gnagare förekommer med två från varandra skilda populationer i södra Argentina (Patagonien) och i angränsande regioner av Chile. Arten når i bergstrakter 4000 meter över havet. Den lever i klippiga områden med glest fördelad växtlighet.